# 耐用年数
耐用年数（たいようねんすう）とは、減価償却資産が利用に耐える年数をいう。長期にわたり反復使用に耐える経済的に価値があるものの使用又は所有の価値の減価を、各年度に費用配分していく場合の、計算の基礎となる。

## 概要
耐用期間、耐用寿命、耐用年数などの概念があるが、異なる定義づけが行われることがある。
耐用期間
標準的な使用状況・保守状況の中で交換部品等を交換したり、修理・オーバーホールを繰り返したりしても、信頼性・安全性が維持できなくなると予想される耐用寿命。
耐用寿命
物理的、経済的 、技術的、企業戦略な種々の条件によって当該機器が使用できなくなる期間。
耐用年数
当該物の直接的、物理的な耐久性とは別に定まる、税務上の減価償却費算出の関数。

## 会計上の耐用年数と税務上の耐用年数

### 会計上の耐用年数
企業が財務諸表を作成するに際して、資産に耐用年数を決定するに当たっては、企業環境や固定資産の利用状況の変化を検討して決定する。つまり、まったく同じ資産を保有する企業が複数あったとしても、企業の利用の状況により耐用年数は異なることになる。このように企業の個別の状況を反映して決定される耐用年数を個別的耐用年数という。

### 日本における税務上の耐用年数

#### 法定耐用年数
耐用年数は、その性格上、長短によって納税額に影響を及ぼす。そのため法人税法においては、恣意性を排除する目的で、「資産の種類」「構造」「用途」別に耐用年数を詳細に定め、画一的に扱うこととしている。このように税法で規定される耐用年数を「法定耐用年数」という。法定耐用年数と会計上の耐用年数は一致しないことがあるが、その差額に対しては税効果会計が適用され、繰延税金資産が計上される。

#### 中古資産の耐用年数の求め方
税法上、中古で購入した資産についても、購入価額が10万円を超える場合は減価償却が必要である。
中古資産の耐用年数は通常の法定耐用年数の適用の他に、以下の方法による耐用年数の見積もりが可能である。
1. 使用可能期間を見積もる
購入後、業務の用に供した後に使用が可能である年数を見積もり、その年数を耐用年数とできる。
2. 簡便法を適用する
使用可能年数の見積もりが困難な場合は、以下の方法による。
  - 耐用年数の全部を経過した資産
    - 法定耐用年数の20%相当の年数

  - 耐用年数の一部を経過した資産
    - 耐用年数から経過年数を差引き、経過年数の20%に相当する年数を加える。

どちらの場合も計算結果から1年未満の端数は切り捨てる。ただし、減価償却の原理上、計算結果が2年に満たない場合は耐用年数を2年とする。

### 米国における税務上の償却期間

#### 償還期間の概念の転換
米国では1980年代のレーガン税制により、従来の減価償却（Depreciation）の概念を放棄し、加速原価回収制度（Accelerated Cost Recovery System…ACRS）に名称を変更した。この制度では従来の減価償却制度が償却資産の使用期間を反映して定められるものと考えられてきたのに対し、人為的・政策的に決められる特に短い償却期間を利用することになったためである。

#### ACRSの歴史
具体的には1981年の改正で償却資産を4つに区分し、その償却期間を3年から最高18年までの期間に大幅に短縮した。
ACRSは1986年の公平・簡素・経済成長のための税制改革法（Tax Reform Act for Fairness, Simplicity and Economic Growth）で「修正加速原価回収制度」（Modified Accelerated Cost Recovery System…MACRS）として一部緩和されたが、加速原価回収制度は基本的に残されている。